# Taalsituatie in de Oostkantons

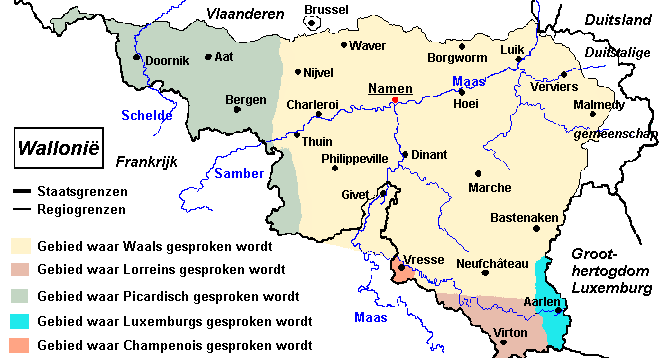
- HET WAALSE TAALLANDSCHAP -
Variatie aan streektalen in Wallonië. De Duitstalige Oostkantons zijn wit gelaten.

De taalsituatie in de Belgische Oostkantons is complex, omdat het gebied op de grens ligt van de Romaanse en de Germaanse talen en bij een isoglosse binnen de Frankische dialecten die het Oostlimburgs-Ripuarische en Ripuarische dialectgebied aldaar scheidt.
In Aubel, Baelen, Blieberg en Welkenraedt (een viertal aan het land van Eupen grenzende gemeenten binnen de provincie Luik en de Franse Gemeenschap) bijvoorbeeld, alsook in het grootste deel van het kanton Eupen (in Eupen, Kelmis en Lontzen), kan de lokale streektaal Limburgs worden genoemd, of meer precies Platdiets, terwijl de inwoners van Raeren een Ripuarisch dialect spreken en die van het kanton Sankt Vith Moezelfrankisch (Luxemburgs).

-- HET DUITSE TAALLANDSCHAP --
De periferie van het Duits

Anderzijds spreekt in Malmedy en Weismes de meerderheid van de bevolking Frans, met daarnaast een minderheid die Duits spreekt. Een volksfeest als carnaval wordt daar grotendeels in het Waalse dialect gevierd. Zo gaan de kinderen kort na Nieuwjaar ook van huis tot huis om Waalse Driekoningen-liedjes te zingen en daarbij om lôtire (snoepgoed) te bedelen.
De Oostkantons als geheel moeten dan ook niet verward worden met het territorium van Duitstalige Gemeenschap in België die in 1970 is gecreëerd.

## Topografie

Het gebied van de Oostkantons

Na de gemeentelijke herindeling van 1976-1977 bestaat het gebied van de Belgische Oostkantons uit de volgende elf gemeenten:
Kanton Eupen:
- Eupen (Eupen en Kettenis)
  - Kelmis, Frans: La Calamine (Kelmis, Neu-Moresnet en Hergenrath)
  - Lontzen (Lontzen, Astenet en Walhorn)
  - Raeren (Raeren, Eynatten, Hauset en Lichtenbusch)

Kanton Sankt Vith:
- Sankt Vith, Frans: Saint-Vith, (Sankt Vith, Crombach, Lommersweiler, Schönberg en Recht)
  - Bütgenbach, Frans: Butgenbach, (Bütgenbach en Elsenborn)
  - Büllingen, Frans: Bullange, (Büllingen, Manderfeld en Rocherath)
  - Amel, Frans: Amblève, (Amel, Heppenbach en Meyerode)
  - Burg-Reuland (Reuland en Thommen)

Kanton Malmedy :
- Malmedy (Malmedy, Bévercé en Bellevaux-Ligneuville)
  - Weismes, Frans: Waimes (Weismes, Faymonville en Robertville)

## Faciliteiten
Bij de taalwetten van 1962 kregen de meeste gemeenten een Duitstalig en enkelen een Franstalig statuut. Alle gemeenten van de voormalige Oostkantons hebben wel faciliteiten voor de anderstalige minderheid:
- Duits met Franstalige minderheid voor Eupen, Sankt Vith, Amel, Büllingen, Bütgenbach, Burg-Reuland, Kelmis, Lontzen en Raeren, die in 1970 een begin van autonomie kenden, toen de Duitstalige Gemeenschap gecreëerd werd.
- Malmedy en Weismes werden Frans met Duitstalige minderheid en kwamen in datzelfde jaar bij de Franse Gemeenschap.

De Oostkantons bleven in hun geheel in de provincie Luik en zijn sinds de Belgische staatshervorming van 1980 deel van het Waalse Gewest. 
Het Waalse Gewest heeft wel enkele territoriale bevoegdheden overgedragen aan de Duitstalige gemeenschap (dus de Oostkantons minus Malmedy en Weimes) zoals monumentenzorg, infrastructuur, stedenbouw, toezicht op de gemeentebesturen ...).

### Overzicht van de faciliteitengemeenten

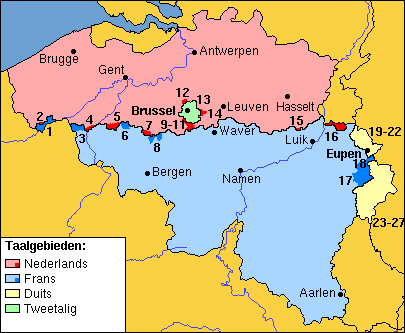
17. Malmédy
18. Weismes
19-22. Lontzen, Raeren, Eupen, Kelmis
23-27. Burg-Reuland, Sankt Vith, Amel, Bütgenbach, Büllingen

- Gemeenten in het Franse taalgebied met faciliteiten voor Duitstaligen
  - Malmedy (Malmünd, zelden gebruikt)
  - Weismes (Waimes)

- Gemeenten in het Duitse taalgebied met faciliteiten voor Franstaligen
  - Amel (Amblève)
  - Büllingen (Bullange)
  - Burg-Reuland
  - Bütgenbach
  - Eupen
  - Kelmis (La Calamine)
  - Lontzen
  - Raeren
  - Sankt Vith (Saint-Vith)

Dit zijn alle gemeenten van het Duitse taalgebied.
- Gemeenten in het Franse taalgebied waar faciliteiten voor Duitstaligen en/of Nederlandstaligen kunnen komen
  - Baelen (Nederlands ook: Balen)
  - Blieberg (Plombières)
  - Welkenraedt (Duits: Welkenrath, Nederlands ook: Welkenraat)